# ハンフォード・サイト
座標: 北緯46度33分02秒 西経119度29分20秒 / 北緯46.550684度 西経119.488974度

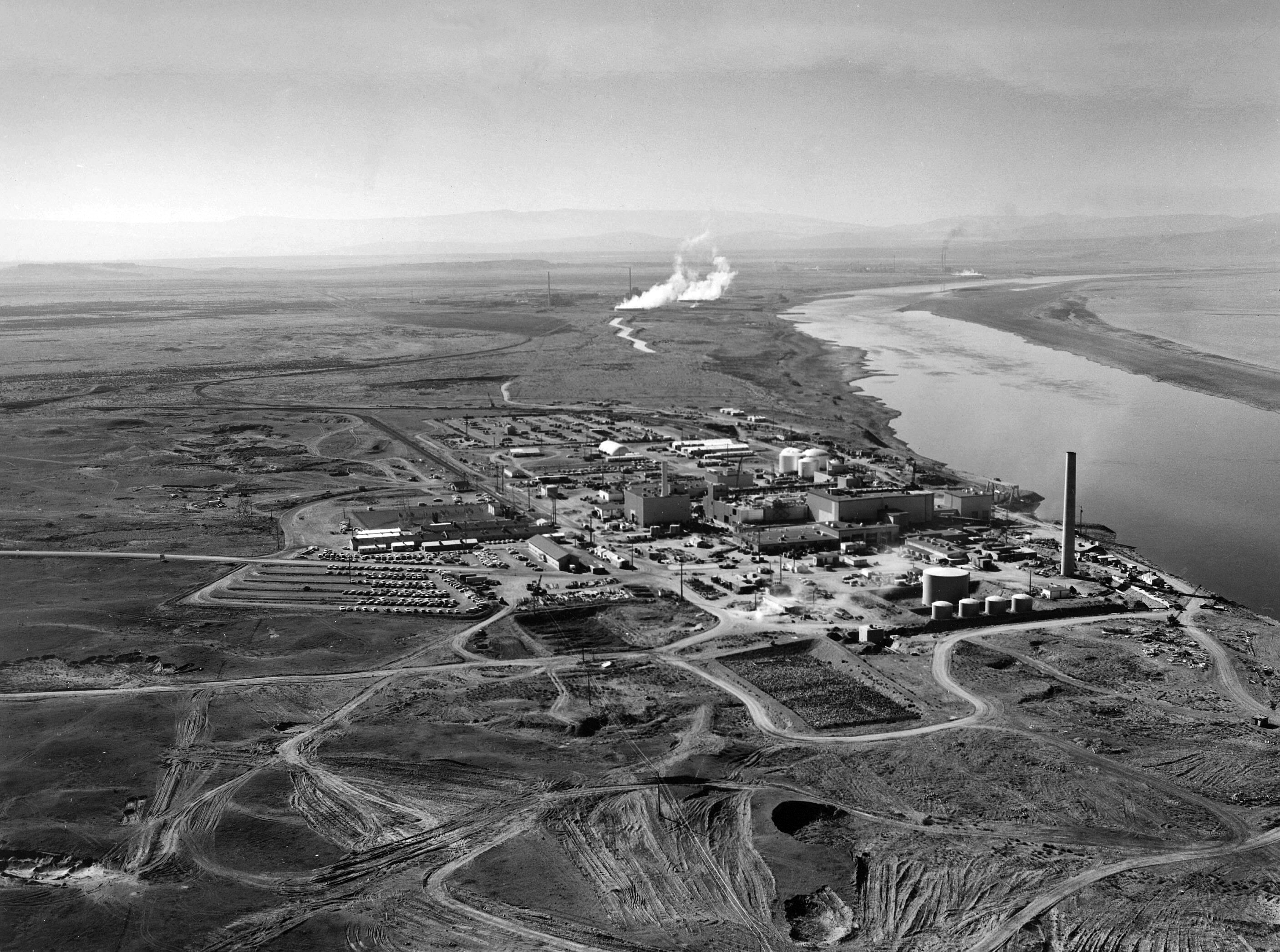
ハンフォード・サイトの核処理施設（1960年1月）。コロンビア川上流の川岸にあり、手前はN原子炉、すぐ後ろにKE原子炉（2基）とKW原子炉、ずっと後方に歴史的なB原子炉（世界最初のプルトニウム生産施設）が見える。

ハンフォード・サイト（英語: the Hanford Site）はアメリカ合衆国ワシントン州東南部にある核施設群で、原子爆弾を開発するマンハッタン計画においてプルトニウムの精製が行われた場所である
。その後の冷戦期間にも精製作業は続けられた。現在は稼働していないが、一部の原子力専門家から「アメリカで最も有毒な場所」「（事故が）起きるのを待っている、地下のチェルノブイリ」と言われるほど、米国で最大級の放射性廃棄物問題を抱えており、除染作業が続けられている
。
2015年11月、米政府は原爆を開発したマンハッタン計画に関連する研究施設群として、ハンフォード・サイトを含む3か所を国立歴史公園に指定した。他の2か所は原爆を設計・製造したニューメキシコ州ロスアラモス国立研究所、ウラン濃縮を行ったテネシー州オークリッジ国立研究所である。これらはいずれも立ち入りが制限されて来たが、徐々に公開され、2020年には国立公園として整備される予定であったが、実現には至っていない。

## 地理

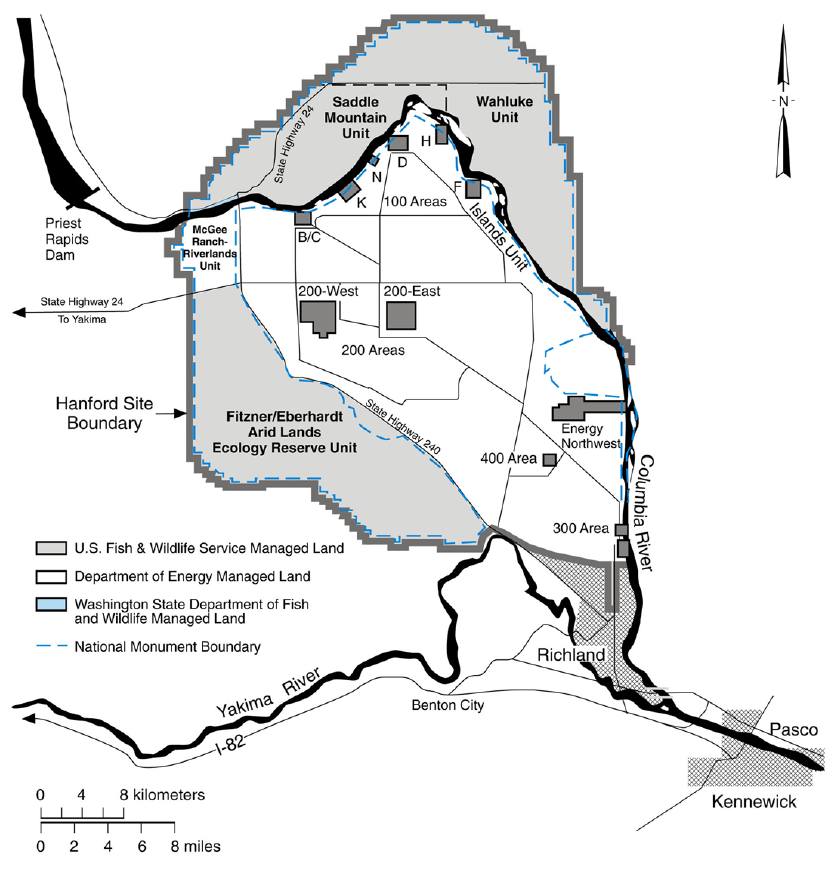
ハンフォード・サイトはワシントン州の東南部にあり、コロンビア川に沿っている。)

ハンフォード・サイトは1518平方キロメートルに及ぶ広大な土地で、ワシントン州の東南部にあり、コロンビア川がほぼ北から南へ流れる（そのあと東から西へ流れるように向きを変える）ところで、ヤキマ川にも囲まれたところにあり、一番近くの町はトライシティーズの内のリッチランドになる。年間の降水量は少なく、乾燥地で、砂漠に近い地理である。

## これまでの歴史
ここはコロンビア川、スネーク川、ヤキマ川の合流点に当たり、伝統的にインディアンの諸種族が出会う地点であった。1860年代に、ヨーロッパ人・アメリカ人が入植を始め、リッチランドなどの町が作られた。

## マンハッタン計画

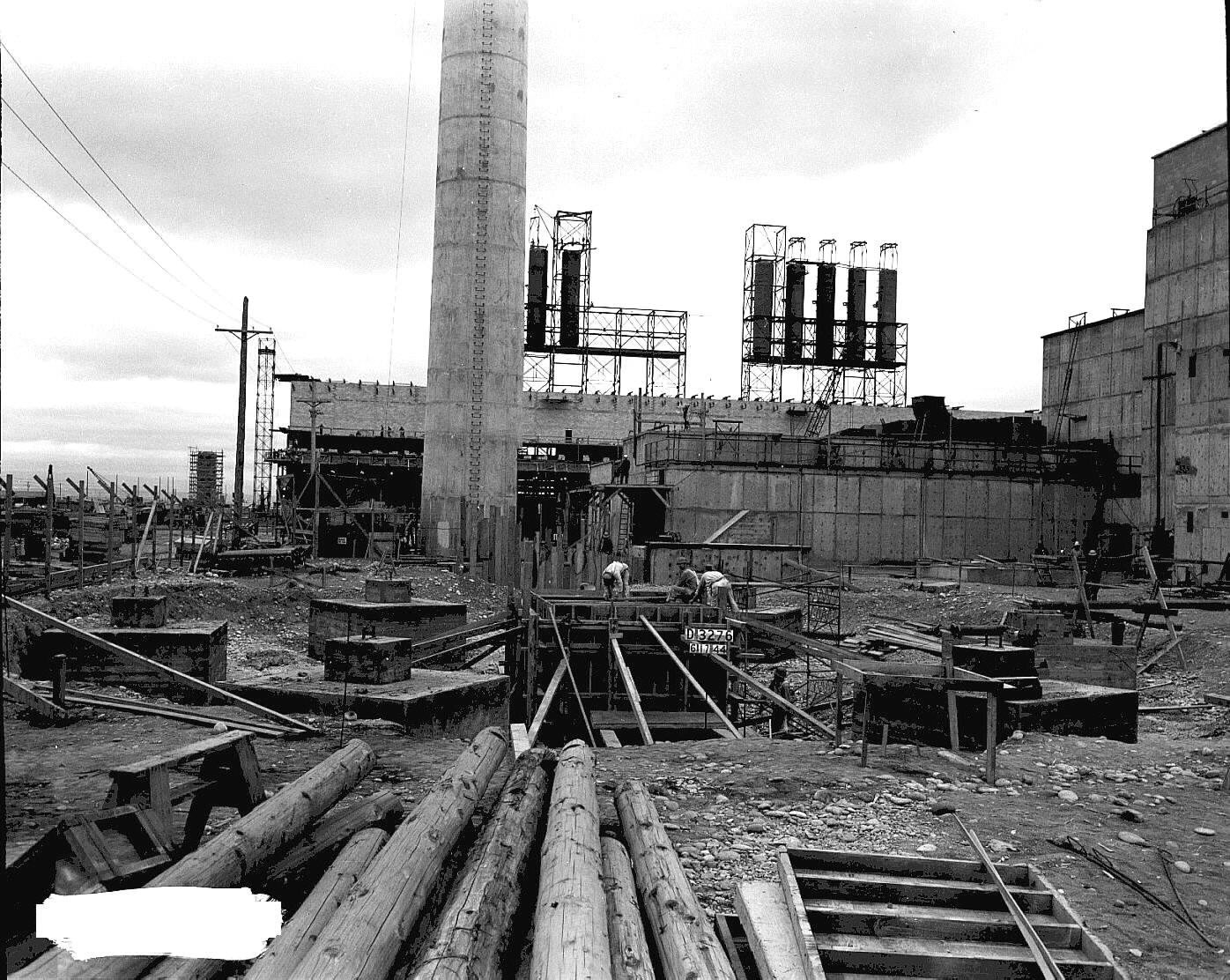
建設中のB原子炉（1944年）

第二次世界大戦中に原子爆弾を作成するマンハッタン計画が進められ、1942年にハンフォード・サイトがプルトニウムの精製場所として選ばれ、アメリカ陸軍工兵司令部はデュポン社と契約して、ハンフォード・サイトで核施設の建設を進めた。ハンフォードと近くの村から、1500世帯が転地させられたという。
1943年に「コードネームW」と呼ばれるハンフォード・エンジニア・ワークス (Hanford Engineer Works. HEW) の実際の建設が開始され、建設従事者はピークとなる1944年6月には4万4900人まで膨れ上がった。管理者とエンジニアは政府が建設したリッチランドビレッジの25の寮に居住し、最終的には4300世帯となった。
1945年8月に第二次大戦が終わるまでに、3基の原子炉（105-B、105-D、105-F）、3基のプルトニウム処理施設（221-T、221-B、221-U、各250メートル）が完成している。ここで作られた原料からプルトニウム型原子爆弾がロスアラモス研究所（当時はコードネーム「サイトY」と呼ばれた）で製造され、ニューメキシコ州、アラモゴード爆撃試験場での核実験（トリニティ実験）に使われた。その後に長崎で実戦使用された（長崎市への原子爆弾投下）。

## 冷戦中の拡張
1946年、ハンフォード・サイトはアメリカ原子力委員会 (AEC) 管理下でゼネラル・エレクトリック社が実務を行なうことになり、第二次大戦後に始まった冷戦の最中に、ソ連の核兵器に対抗すべくさらに拡張が図られた。1963年には、9基の原子炉がコロンビア川沿いに配置され、中央高原部分の5基の処理施設をはじめ、全部で900棟のビルに及ぶ巨大な施設となった。その後、1964年から1970年にかけて、徐々に活動を停止している。

## 環境破壊問題
現在、ハンフォード・サイトは米国で最大級の核廃棄物問題を抱えており、ワシントン環境局・アメリカ合衆国エネルギー省 (DOE)・アメリカ合衆国環境保護庁 (EPA) の3者でクリーンアップが進められている。近年廃棄物処理状況を一般人が見学できるビジターセンターもできたが、近くにインディアン居留地もあり、そこの主食であるコロンビア川の魚類への影響が懸念されている。アメリカ政府は毎年多大な出費を迫られていて、また、放射性廃棄物が地下水へ到達し、コロンビア川に流出することが懸念されている。

## 浄化の時代

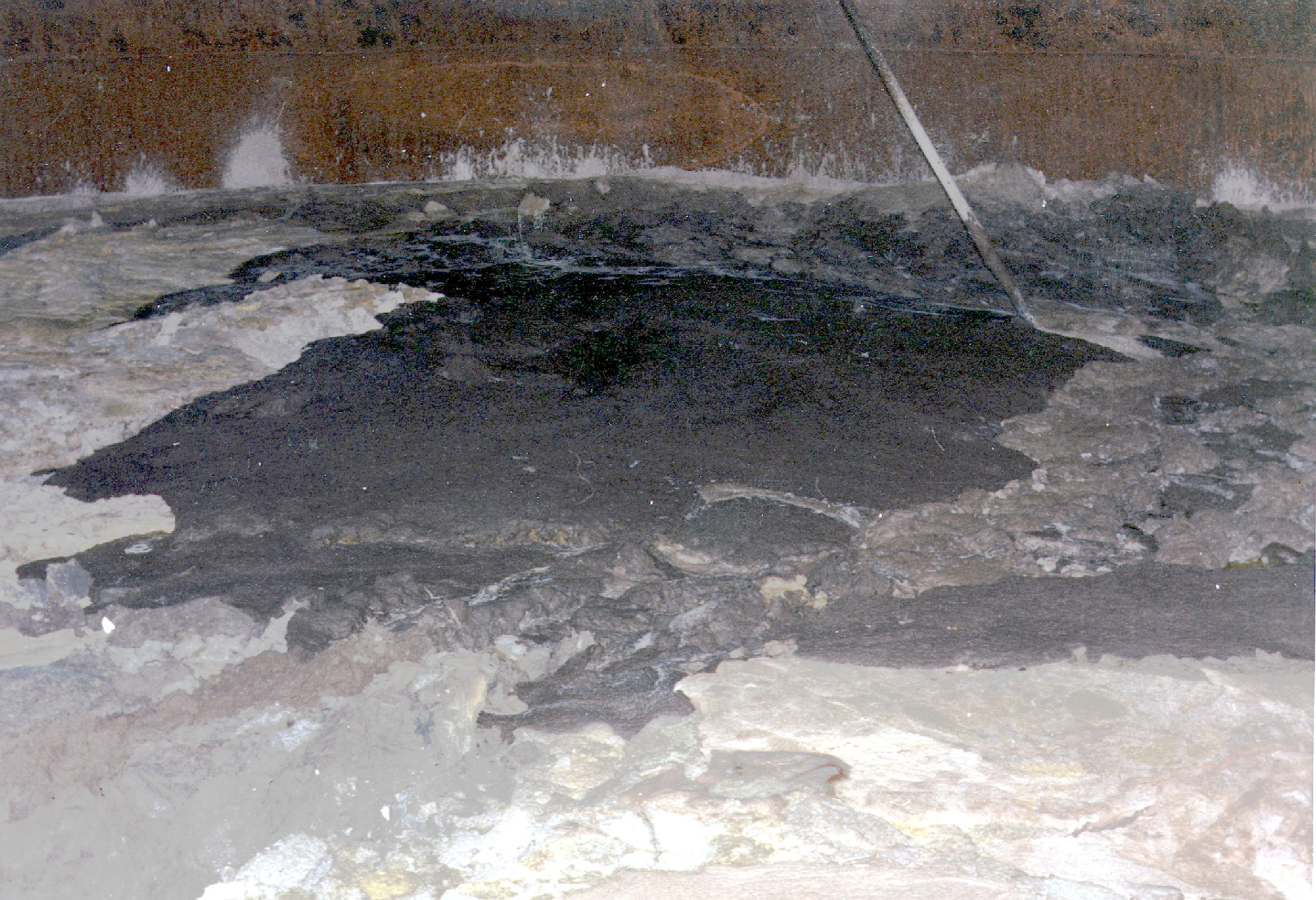
二重殻タンク 101-SY 内にあった廃棄物の表面。ハンフォード・サイトにて1989年4月撮影。

1988年6月25日、ハンフォード・サイトは4つの区域に分割され、米国全国浄化優先順位リストに記載するよう提案された。1989年5月15日にワシントン環境局、DOE、EPAの三者が合意し、ハンフォードの環境除染のための法的枠組みを提供した
。
これらの組織は現在世界最大の環境除染に取り組んでおり、技術、政治、規制、文化の各方面からの課題を解くことを目指している。この浄化プロジェクトが目標とするのは、コロンビア川支流の復活、中央台地を長期廃棄物処理保管施設にすること、将来への準備の三つである。浄化プロジェクトは二つの規制団体の監視のもと、エネルギー庁が管理している。自治体、州政府、地域内環境組織、産業界、アメリカ先住民など利害関係者からの提案を市民主導のハンフォード顧問委員会が提示している。近年では連邦政府が年間20億ドルをハンフォードプロジェクトに費やしている。1万1000人が固定化、浄化、廃棄物の移設、建築物の除染、土壌の除染に従事している。当初30年以内に完了するとされた浄化計画のうち2008年時点で終わっていたのは半分未満だった。浄化の結果、1989年10月4日にSuperfundに列挙された4つの区域のうち、ひとつのみが一覧から除去されている。

## 国立公園へ
内務省傘下の国立公園局が2020年に広島市への原子爆弾投下や長崎市への原子爆弾投下を含む核開発の歴史に関する国立公園を開園できるよう整備を進めている。